# Pet Rana Kristovih
Pet Rana Kristovih također poznatih kao pet svetih rana, pet su probodnih rana koje je Isus Krist zadobio tijekom raspeća. Rane su bile žarište pojedinih pobožnosti, osobito u kasnom srednjem vijeku, a često su se odražavale u crkvenoj glazbi i umjetnosti.
Tijekom svoje muke, Isus je zadobio razne rane, poput onih od trnove krune i od bičevanja na stupu, a također i najveću ranu na ramenu. Srednjovjekovna pučka pobožnost usredotočila se na pet rana povezanih izravno s Kristovim raspećem, tj. rane na njegovim rukama i nogama, kao i ranu od koplja koja mu je probila bok.
Oživljavanje redovničkog života i revno djelovanje sv. Bernarda iz Clairvauxa i Franje Asiškog u 12. i 13. stoljeću, zajedno s entuzijazmom križara koji su se vraćali iz Svete zemlje, potaknuli su pobožnost muci Isusa Krista.
Sačuvane su mnoge srednjovjekovne molitve u čast Svetih rana, uključujući neke koje se pripisuju sv. Klari Asiškoj. Sv. Mehthilda iz Hackenborna i sv. Gertruda Velika bile su posvećene Svetim ranama, a potonja je svakodnevno izgovarala molitvu u čast 5466 rana, koje su, prema srednjovjekovnoj predaji, nanesene Isusu za vrijeme njegove muke. U 14. stoljeću bio je običaj u južnoj Njemačkoj recitirati petnaest Oče naša svaki dan (što je tako iznosilo 5475 tijekom godine dana) u spomen na Svete rane.
U srednjovjekovnim misalima postojala je posebna misa u čast Kristovih rana, poznata kao Zlatna misa, za vrijeme njezina slavlja uvijek se palilo pet svijeća.
Krunica je također pomogla u promicanju pobožnosti prema svetim ranama, jer dok se pedeset malih perli odnosi na Djevicu Mariju, pet velikih perli i odgovarajući Oče naši namijenjeni su počasti pet Kristovih rana. Opet je ponegdje bio običaj, da se petkom u podne zvoni zvono, kako bi se vjernici podsjećali da izgovaraju pet Oče naša i Zdravo Marija u čast svetih rana.
Obavljanje euharistijskog klanjanja pred tabernakulom (posebno pred najzaboravljenim i napuštenim tabernakulima) u sklopu pobožnosti šest prvih četvrtaka katolička je pobožnost koja nudi zadovoljštinu za svete Kristove rane.
Kod križanja koriste se svih pet prstiju, koji simboliziraju pet Isusovih rana (dvije rane kroz šake prilikom razapinjanja, dvije kroz probodene noge i proboden bok kopljem).
Pet križeva jeruzalemskoga križa sjedinjuju se u jedan simbol, koji simbolizira pet Kristovih Rana.
Još 1139. Afonso I. Portugalski stavio je amblem Rana Kristovih na svoj grb kao kralj Portugala i taj grb Portugala koristi se i danas.
Nevjerni Toma slavno je ulje na platnu talijanskog baroknog slikara Caravaggia, koja prikazuje sv. Tomu kako stavlja prst u Ranu Kristovu.

## Vanjske poveznice
- Molitva pet Oče naša na čast pet Rana Kristovih.